# ブラックホーク郡 (アイオワ州)
ブラックホーク郡（英: Black Hawk County）は、アメリカ合衆国アイオワ州の郡である。人口は13万1144人（2020年）。郡庁所在地はウォータールーであり、同郡で人口最大の都市である。ウォータールーは州間高速道路35号線の東100kmに位置し、アメリカ国道20号線、同63号線、同218号線が交差する所にある。郡内で2番目に人口の多い都市シーダーフォールズがウォータールーの西13kmにある。住民の大半はこの2つの都市が作る都市圏に住んでいる。ブラックホーク郡は1843年に設立され、郡名はソーク族インディアンの酋長ブラック・ホークに因んで名付けられた。
ブラックホーク郡はウォータールー・シーダーフォールズ都市圏を構成する3郡の1つである。

## 歴史
ブラックホーク郡は1843年2月17日に設立され、郡名は1832年のブラック・ホーク戦争を率いたソーク族インディアンの酋長ブラック・ホークに因んで名付けられた。

## 地理
アメリカ合衆国国勢調査局に拠れば、郡域全面積は571.91平方マイル (1,481.2 km2)であり、このうち陸地567.11平方マイル (1,468.8 km2)、水域は4.80平方マイル (12.4 km2)で水域率は0.84％である。
シーダー川が郡を北西部と南東部のほぼ半分に分けている。領域の大半が氾濫原にあるため、土地はほとんど平坦である。

### 主要高規格道路
| - 州間高速道路380号線 - アメリカ国道20号線 - アメリカ国道63号線 - アメリカ国道218号線 - アイオワ州道21号線 | - アイオワ州道27号線 - アイオワ州道57号線 - アイオワ州道58号線 - アイオワ州道175号線 - アイオワ州道281号線 |

### 隣接する郡
- ブレマー郡 - 北
- ブキャナン郡 - 東
- ベントン郡 - 南東
- タマ郡 - 南西
- グランディ郡 - 西
- バトラー郡 - 北西
- ファイエット郡 - 北東

## 人口動態

### 2010年国勢調査
以下は2010年国勢調査による人口統計データである。
基礎データ
- 人口: 131,090人
- 人口密度: 89人/km2（231人/mi2）
- 住居数: 55,887軒
- 使用住居: 52,470軒[6]

### 2000年国勢調査

人口ピラミッド

以下は2000年国勢調査による人口統計データである。
| 基礎データ - 人口: 128,012人 - 世帯数: 49,683 世帯 - 家族数: 31,946 家族 - 人口密度: 87人/km2（226人/mi2） - 住居数: 51,759軒 - 住居密度: 35軒/km2（91軒/mi2） 人種別人口構成 - 白人: 88.42% - アフリカン・アメリカン: 7.95% - ネイティブ・アメリカン: 0.18% - アジア人: 0.98% - 太平洋諸島系: 0.04% - その他の人種: 0.93% - 混血: 1.49% - ヒスパニック・ラテン系: 1.84% 年齢別人口構成 - 18歳未満: 23.1% - 18-24歳: 15.7% - 25-44歳: 25.2% - 45-64歳: 22.0% - 65歳以上: 14.0% - 年齢の中央値: 34歳 - 性比（女性100人あたり男性の人口） - 総人口: 92.3 - 18歳以上: 88.8 | 世帯と家族（対世帯数） - 18歳未満の子供がいる: 29.5% - 結婚・同居している夫婦: 50.2% - 未婚・離婚・死別女性が世帯主: 10.8% - 非家族世帯: 35.7% - 単身世帯: 27.1% - 65歳以上の老人1人暮らし: 10.9% - 平均構成人数 - 世帯: 2.45人 - 家族: 2.97人 収入と家計 - 収入の中央値 - 世帯: 37,266米ドル - 家族: 47,398米ドル - 性別 - 男性: 33,138米ドル - 女性: 23,394米ドル - 人口1人あたり収入: 18,885米ドル - 貧困線以下 - 対人口: 13.1% - 対家族数: 7.9% - 18歳未満: 14.4% - 65歳以上: 8.9% |

## 都市と町

### 都市
| - ウォータールー - 郡庁所在地 - シーダーフォールズ - ダンカートン - エルクランハイツ - エバンズデール - ギルバートビル | - ハドソン - ジェインズビル - ジェサップ - ラポルテシティ - レイモンド |

### その他の町
| - デウォー - イーグルセンター | - フィンチフォード - グラスゴー | - ボーヒーズ - ウォッシュバーン |

### 郡区
ブラックホーク郡は17の郡区に分割されている。
| - バークレイ - ベニントン - ビッグクリーク - ブラックホーク - シーダー - シーダーフォールズ | - イーグル - イーストウォータールー - フォックス - レスター - リンカーン - マウントバーノン | - オレンジ - ポイナー - スプリングクリーク - ユニオン - ワシントン |